# Partit d'Unió Democràtic Etiòpic
El Partit d'Unió Democràtic Etiòpic (en anglès Ethiopian Democratic Unity Party EDUP) fou un partit polític d'Etiòpia.
La Unió Democràtica Etíop (EDU) es va organitzar o reorganitzar a Addis Abeba com a partits d'oposició legal després que el Front Popular d'Alliberament de Tigre (TPLF) encapçalant el Front Popular Democràtic Revolucionari Etíop va arribar al poder. Cada partit tenia un representant al juliol de 1991 conferència de Londres que va conduir a l'establiment del "Govern Transitori d'Etiòpia". El 1998 es va fundar el Partit Democràtic Etíop (EDP). El novembre del 1999 l'EDU i el EDP, en vistes a les eleccions del 2000, es van fusionar per formar el Partit d'Unió Democràtic etiòpic (EDUP). L'EDUP fou, entre els partits que s'ajuntaren per formar l'aliança de les Forces Democràtiques Etiòpiques Unides, un dels partits d'oposició més grans a Etiòpia, i va aconseguir 52 escons d'entre 527 seients en el Consell de Representants del Poble.
El setembre del 2004, en vistes a les eleccions del 2005, l'EDUP es va unir al Ethiopian Medhin Democratic Party i va agafar el nom de Partit d'Unió Democràtic Etiòpic-Mehdin formant una aliança electoral amb tres altres partits anomenada Coalició d'Unitat Democràtica (CUD o Kinijit) que a les eleccions del 15 de maig de 2005 ja havia aconseguit 108 escons quan el govern va ordenar suspendre el recompte al·legant frau; en els resultats final retocats només es van atorgar a l'aliança 34 escons.
Posteriorment el partit va recuperar el nom original de Partit Democràtic Etíop però des de les eleccions de 2010 no té representació (el govern controla el 99,6% dels escons o sigui 545 de 547)